# Teofilacto de Ohrid
Teofilacto Hefesto de Ohrid, en griego Θεοφύλακτος Ηφαιστος; en búlgaro Теофилакт Охридски (Euripo, isla de Eubea, 1055 – Ohrid, 1107), también conocido como Teofilacto de Ocrida, Teofilacto de Ócrida y Teofilacto de Acrida o Teofilacto de Bulgaria, latinizado como Theofylactus, fue un arzobispo griego de Ócrida (Ohrid, Macedonia del Norte) y un comentarista de las Sagradas Escrituras.

## Biografía
Probablemente nació en Euripo, localidad de la isla griega de Eubea, a mediados del siglo XI. Se convirtió en diácono en Constantinopla y en alumno de Miguel Psellos, y obtuvo una gran reputación como erudito, convirtiéndose en tutor de Constantino Ducas, hijo del emperador bizantino Miguel VII Ducas (1071-78), para quien escribió La educación de los príncipes (Opera, III, 529-548). Alrededor de 1078 fue a Bulgaria para convertirse en el arzobispo de Ocrida, una de las principales ciudades de Bulgaria, conquistada por el Imperio Bizantino sesenta años antes, y ejerció sus deberes pastorales durante los siguientes veinte años con energía y precisión. Aunque era griego bizantino de nación, fue un pastor diligente de la recién nacida Iglesia búlgara, y defendió sus intereses y autonomía respecto al Patriarcado Ecuménico de Constantinopla. Además protegió vigorosamente a su arquidiócesis de las enseñanzas heréticas de paulicianos y bogomilos.
En sus cartas lamenta mucho las maneras groseras de los búlgaros y trata de deshacerse del cargo sin éxito. "Sus cartas son una fuente valiosa para la historia política, económica y social de Bulgaria y la prosopografía bizantina. Están llenas de quejas convencionales sobre el círculo bárbaro que rodea a Teofilacto, aunque en realidad él se hallaba profundamente implicado en el desarrollo cultural local y escribió un Elogio a los quince mártires de Tiberiópolis y una Vida de Clemente de Ocrida". También relató (en sus cartas) cómo las guerras constantes del Imperio Bizantino contra los pechenegos, los magiares y los normandos habían destruido gran parte de los víveres de los naturales, provocando que muchos huyeran de la ciudad a los bosques de la región. Murió después de 1107. Las iglesias serbia, búlgara, griega y rusa lo consideran santo y celebran su fiesta el 31 de diciembre.

## Obras
Sus comentarios sobre los Evangelios, los Hechos de los apóstoles, las Epístolas paulinas y los Profetas menores se basan en los de San Juan Crisóstomo, pero merecen un espacio considerable en la literatura exegética por su sobriedad, precisión y sabiduría; sin embargo, no comentó el Apocalipsis. Las otras obras que nos han llegado incluyen 530 cartas, varias homilías y oraciones, una Vida de Clemente de Ocrida y otras obras menores, por ejemplo un panegírico sobre el emperador Alejo. JFBM de Rossi publicó en Venecia (1754-63) una edición en folio con casi todas sus obras en griego y latín, provista de una disertación preliminar, en cuatro volúmenes. Es esta edición la que Jacques-Paul Migne volvió a publicar en su Patrologia Graeca (PG, CXXIII-CXVI, 1869).
A principios del siglo XVI, sus exégesis bíblicas ejercieron una influencia importante en el Novum Testamentum y las Anotaciones de Erasmo de Róterdam, aunque Erasmo se refirió erróneamente a él como Vulgarius en las primeras ediciones de su Nuevo Testamento. Las traducciones contemporáneas de los comentarios de Teofilacto están disponibles en griego moderno, ruso, serbio, búlgaro y rumano, lo que refleja la amplia trascendencia que su trabajo tuvo en la Iglesia ortodoxa y más allá. Un obispo de Ocrida ya en los tiempos modernos, Nikolai Velimirovic, escribió:" Los comentarios de Theophylactus sobre los cuatro evangelios y otros libros del Nuevo Testamento... son las mejores obras de este tipo después de San Juan Crisóstomo, y se leen hasta el día de hoy con beneficios para los lectores". La primera traducción a un idioma moderno de Europa occidental fue al inglés, en The Explanation of the Gospels.

## Influencia
Teofilacto de Bulgaria fue citado en la Catena Aurea de Sancto Tomás de Aquino, y precisamente 357 veces en la parte dedicada al Evangelio de Marcos, 415 veces en la Catena sobre Lucas y 242 en aquella sobre San Juan.